# Rabosz

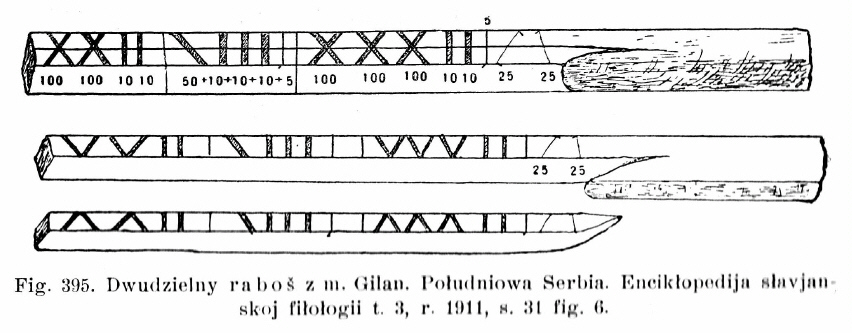
Dwudzielny rabosz z miasta Gilian (Południowa Serbia)gil, zapisany cyframi rowasz, za: Vatroslav Jagić, Wopros o runach u sławian (Grafika u sławian I), [w:] Encykłopiedija sławianskoj fiłołogii, 1911, t. 3, s. 31

Rabosz (lub rewasz) – używany w średniowiecznej Europie i później, kawałek drewna z wykonanymi nacięciami zapisującymi ważne dane, o których zamierzano pamiętać, np. liczbę posiadanych zwierząt hodowlanych, ilość zebranego ziarna, snopów itp.

## Nazwa
Użycie słowa rabosz zanotowano już w 1393 w rachunkach dworu Władysława Jagiełły. W 1912 wspomina je „Rocznik Slawistyczny”. Nazwy tej użył prof. Kazimierz Moszyński w swoim dziele Kultura ludowa Słowian (1929–1939), który także opisał znaczenie przedmiotu i zasięg jego występowania. W językach chorw. raboš, słoweń. rovaš oznacza kostkę do gry, wynik, pierwotnie był to los. Rabosz jest obecny w językach wielu ludów na Karpatach i także poza Europą: w języku bułgarskim (ràboš, róbuš), serbsko-chorwackim (râboš, róboš), słoweńskim (rovàš), słowackim (rovàš), u polskich górali (rowas), w gwarze huculskiej rewasz (ravàš, revàš), w języku rumuńskim (răboj), niemieckim (Rabisch) i albańskim (rabush). Prawdopodobnie słowo rovás pochodzi pierwotnie od węgierskiego słowa rowasz, oznaczającego pismo runopodobne, używane do połowy XIX w. przez Seklerów.

## Zastosowania

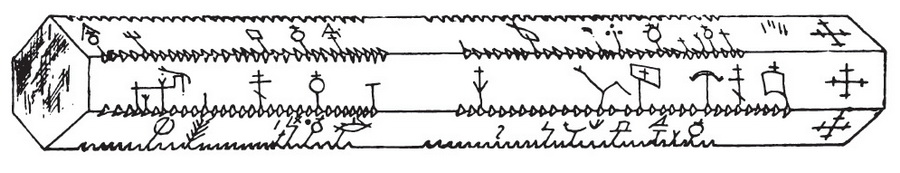
Kozacki rabosz z XIX wieku

System rozliczeń za pomocą raboszu/rewaszu wykorzystywany był i szeroko rozpowszechniony głównie na południu i północy Słowiańszczyzny w Europie, ale także w części Azji, od średniowiecza do XIX wieku. Zapisywano na nim wysokość należnego podatku, wartość zawieranych umów czy wysokość udzielonej pożyczki. Służył również do tradycyjnego rozliczania zysków w gospodarce pasterskiej. W wypadku zastosowania do różnorodnych rozliczeń ten kawałek drewna wzdłużnie przecinano na dwa elementy, po jednym dla każdej ze stron. Wysokość zawartego kontraktu była widoczna dopiero po ich złożeniu. Po zrealizowaniu umowy rabosz był niszczony.

## Przykład rozliczeń w gospodarce pasterskiej
Gdy gazda pozostawiał należące do niego owce na letni wypas, wszystkie jego zwierzęta dojono do jednego naczynia, a na specjalnej deszczułce pasterze karbowali poziom mleka. Po nacięciu karbów deszczułkę rozłupywano wzdłuż na dwie części w taki sposób, żeby karby były widoczne na obu częściach. Ten sposób bardzo dobrze zabezpieczał przed sfałszowaniem zapisu, ponieważ usunięcie karbu, czy nacięcie dodatkowego tylko na jednej połówce kija jednoznacznie wskazałoby oszukującego. Na jesieni, gdy przychodziło do podziału wyprodukowanego przez baców sera, za pomocą rewaszu odmierzano odpowiednią ilość wody, która służyła do odważenia sera przypadającego gaździe odpowiednio do wkładu mleka.

Po redykach unikano też w ten sposób konfliktów z rozdzielaniem stada. O takim zastosowaniu napisał Stanisław Vincenz:

Do Szumejowej chaty przynoszono po ukończenu latowania rewasze. Całe pęki drewienek przeznaczonych do rozliczenia leżały w komorze na półkach, a niektóre już dawne, już niepotrzebne rozliczenia, porzucone po kątach. Ojciec razem z Foką przesiadywali w komorze i przeprowadzali końcowe rozliczenia, z którymi miały się zgadzać ilości trzód i zapasy. Młody gazda przeglądał deszczułki, powoli liczył i dodawał, a stary jeszcze powolniej karbował dodane sumy każdą na innej grubej pałce. Każda pałka była z innego drzewa. W drugim kącie komory na półce kiedrowej były jeszcze jakieś inne, większe kłody prastare, całkiem innymi kłodami znaczone. A obok także różne stare pudełka rzeźbione w krzyże i słońca. Foka nigdy nikomu zapewne o tym nie opowiadał, ale różni, czy tacy sobie bajarze, czy może prości brechacze zapewniali, że to nie obliczenia były, lecz prastare pismo na drzewie karbowane i że były one tylko dla świadomych, a ci udzielali go komu chcieli.

## Niektóre inne funkcje
Z wielu zastosowań tego narzędzia można wymienić:
- prosty kalendarz[10] (kalendar-rabosz), na którym zaznaczano dni świąteczne[5]
- karbowy, nadzorujący pracę chłopów pańszczyznianych miał kij z nacięciami, którymi rejestrowano ilość wykonanej pracy; czynność nacinania w celu ewidencyjnym nazywano „karbowaniem”. Następnie kij rozłupywano wzdłuż na dwie części tak, aby karby były widoczne na obu – jedna część pozostawała u karbowego, a druga u chłopa wykonującego pracę[11].
- na Podhalu rowasz (kijek) znaczony był karbami przez pijącego alkohol i karczmarza, stąd wyrażenie „pić na rowasz” oznaczało pić na kredyt[8][12][13]
- także w Słowenii zachowało się powiedzenie To gre na moj rovaš (Idzie na mój rachunek)[14].